# Ana Leite
Ana Leite (Bocholt, 23 de outubro de 1991) é uma futebolista portuguesa que atua como avançada.
Começou a jogar na Alemanha, atuando pelo FCR Disburgo entre 2007 e 2010. Em 2010, foi transferida para o SG Essen-Schönebeck e, em 2014, estreou-se pela equipa principal do Bayer 04 Leverkusen, sediado na cidade de Leverkusen na Alemanha.
Fez a sua primeira internacionalização em 2010 e continua a atuar pela Seleção Portuguesa de Futebol Feminino até hoje.

Em 4 de julho de 2017, Ana Leite foi contratada pelo Sporting CP.